# Монреальский ботанический сад
Монреальский ботанический сад (фр. Jardin botanique de Montréal) — крупный ботанический сад в городе Монреале (провинция Квебек, Канада), один из самых известных ботанических садов в мире.

## История
Монреальский ботанический сад основан в 1931 году, в разгар Великой депрессии, мэром Монреаля Камийеном Удом по инициативе ботаника Жозефа Мари-Викторена. Проект разбивки сада разработан Генри Теушером, а административное здание в стиле арт-деко спроектировано архитектором Люсьеном Керуаком. В 1936 году ботанический сад был открыт для посещений. В 2007 году сад включён в список канадских исторических мест (Canada’s Historic Places).

## Описание ботанического сада

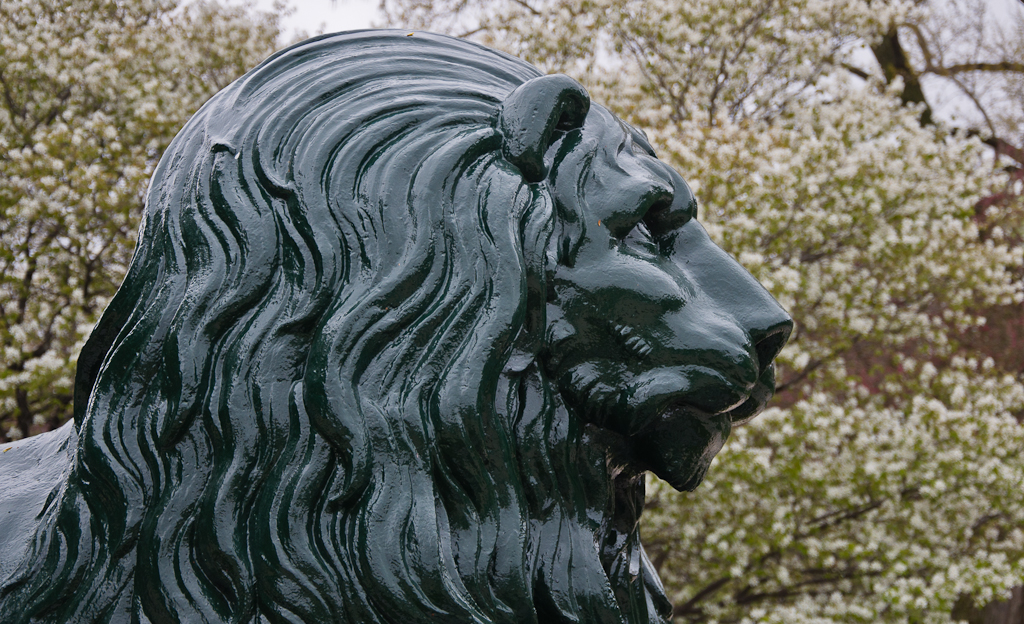
Бронзовый лев у входа в розарий, подарок города Лиона к 350-летию Монреаля

Площадь ботанического сада составляет 75 га, на его территории разместились: тепличный комплекс, дендрарий, сад Первых Наций, японский сад, китайский сад, альпийский сад, сад роз, сад рододендронов и азалий Лесли Ханкока, английский сад, сад водных растений, сад лекарственных растений, сад ядовитых садовых растений. Всего на территории ботанического сада находится 30 тематических садов и 10 выставочных оранжерей, в которых произрастает 21 тысяча таксонов растений (видов, сортов).
Китайский сад создан по традиционной для китайского сада схеме. По саду проложены извилистые дорожки, насыпаны искусственные горы, высажены растения характерные для Китая. В здании, также построенном в китайском стиле, размещена коллекция бонсай, подаренная саду. Китайский сад Монреальского ботанического сада — самый большой китайский сад в мире за пределами Китая.
Сад Первых Наций засажен типичными канадскими растениями: клёнами, березами и соснами. На территории сада установлены индейские тотемы и экспонаты, демонстрирующие традиционные индейские художественные работы и методы строительства.
В розарии ботанического высажено около 10 тысяч роз, в том числе старинные сорта, созданные селекционерами до 1867 года. В саду сирени высажено около 3 тысяч кустов. В коллекции орхидей более 3 тысяч цветов самых разных видов и гибридов. В гербарии ботанического сада представлено 99 % всех растений Квебека.
В ботаническим саду постоянно обитают некоторые представители канадской фауны, в первую очередь это белки и утки, а также черепахи и цапли.

## Галерея фотографий Монреальского ботанического сада

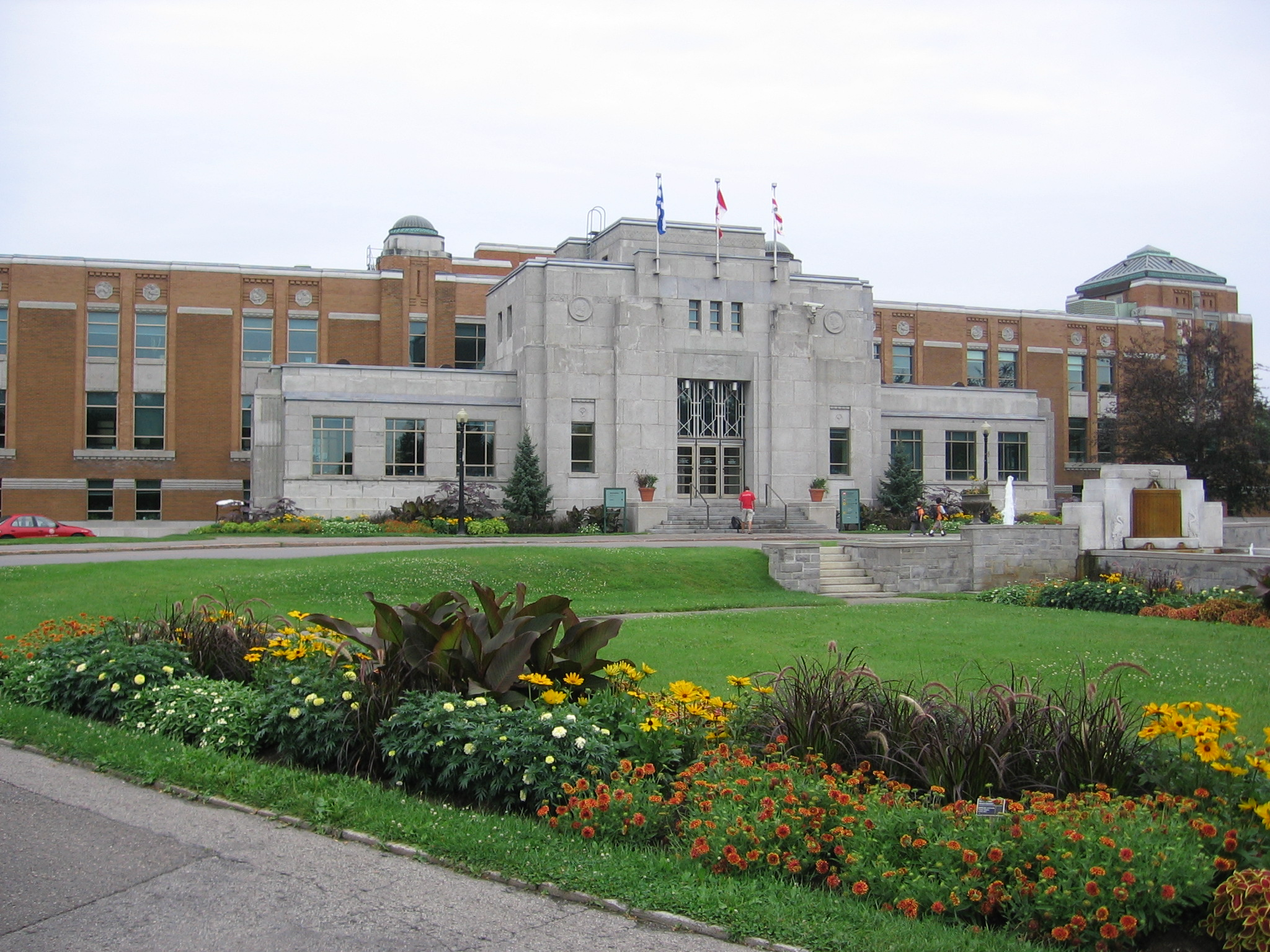
Главная оранжерея
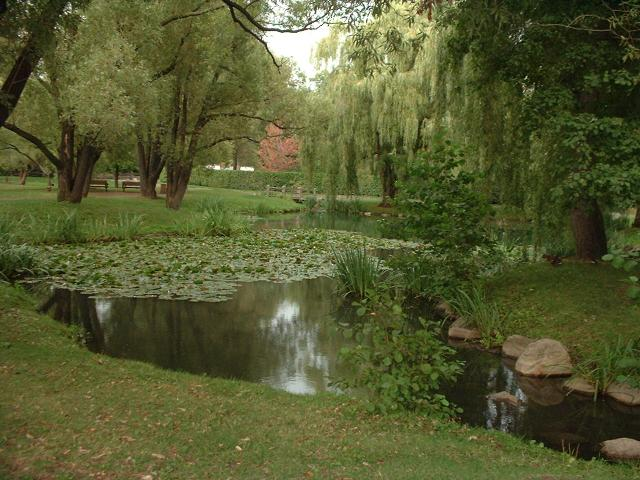
В ботаническом саду
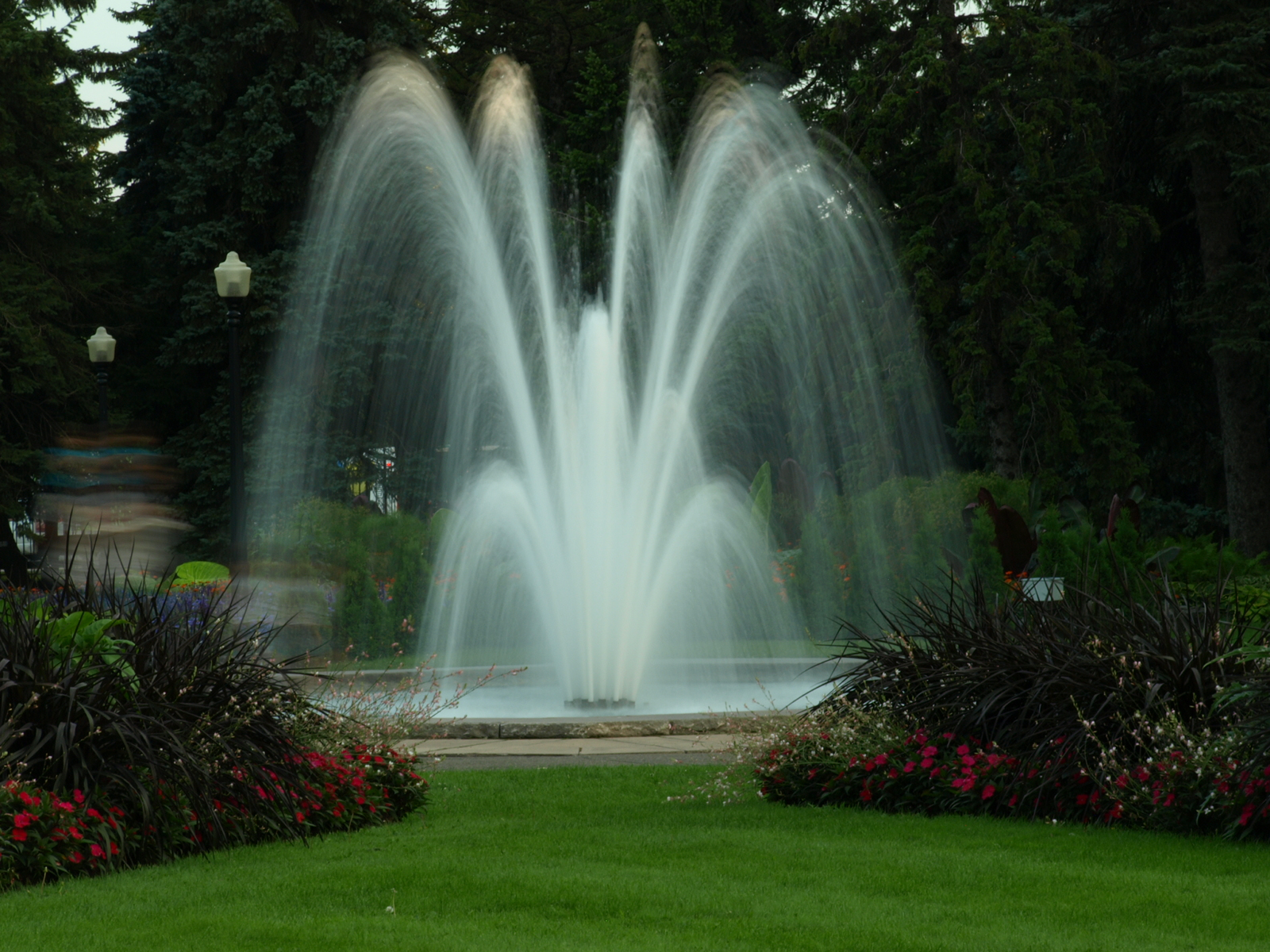
Фонтан в ботаническом саду
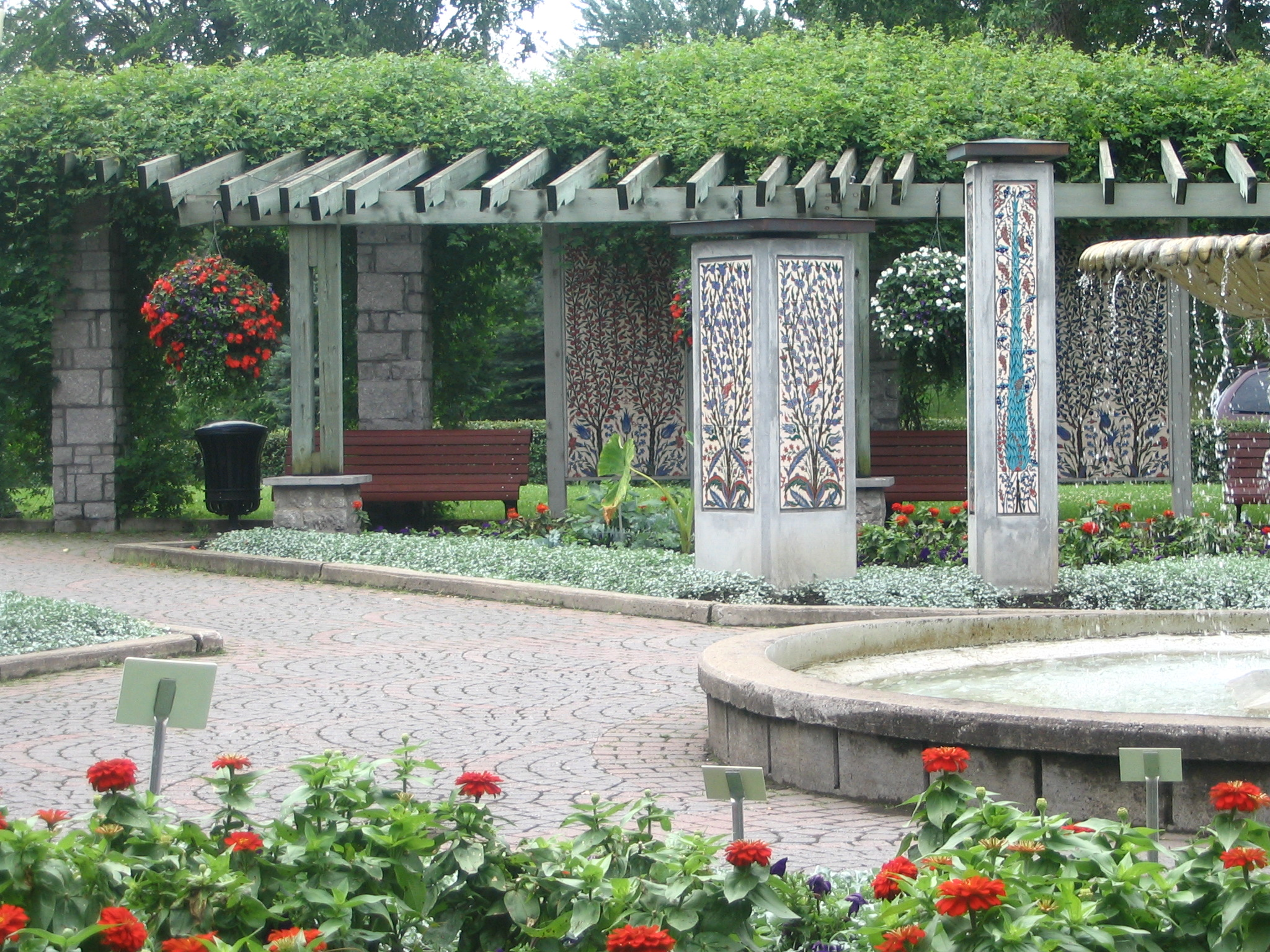
Сад мира
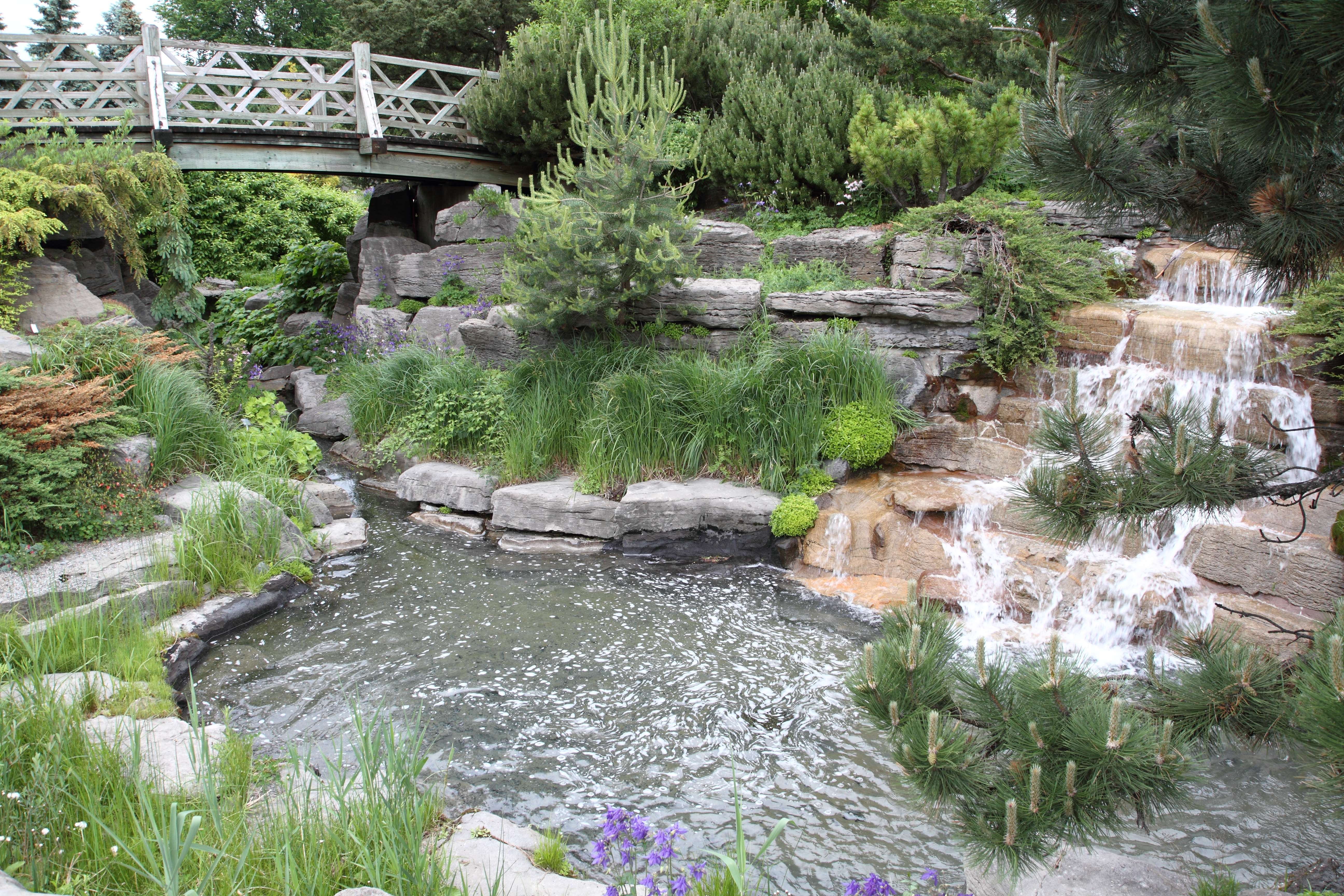
Альпийский сад
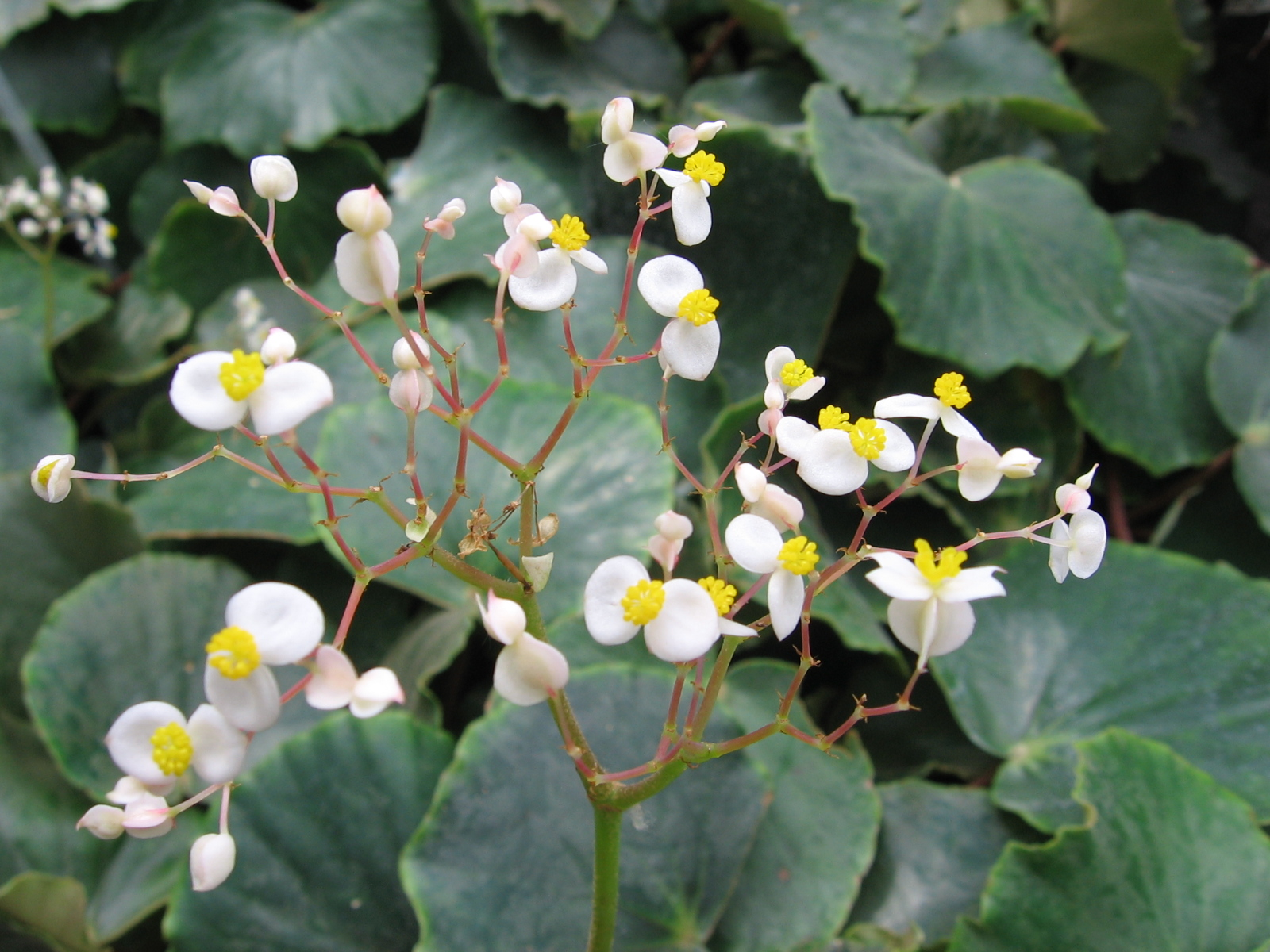
Бегония (Begonia floccifera)
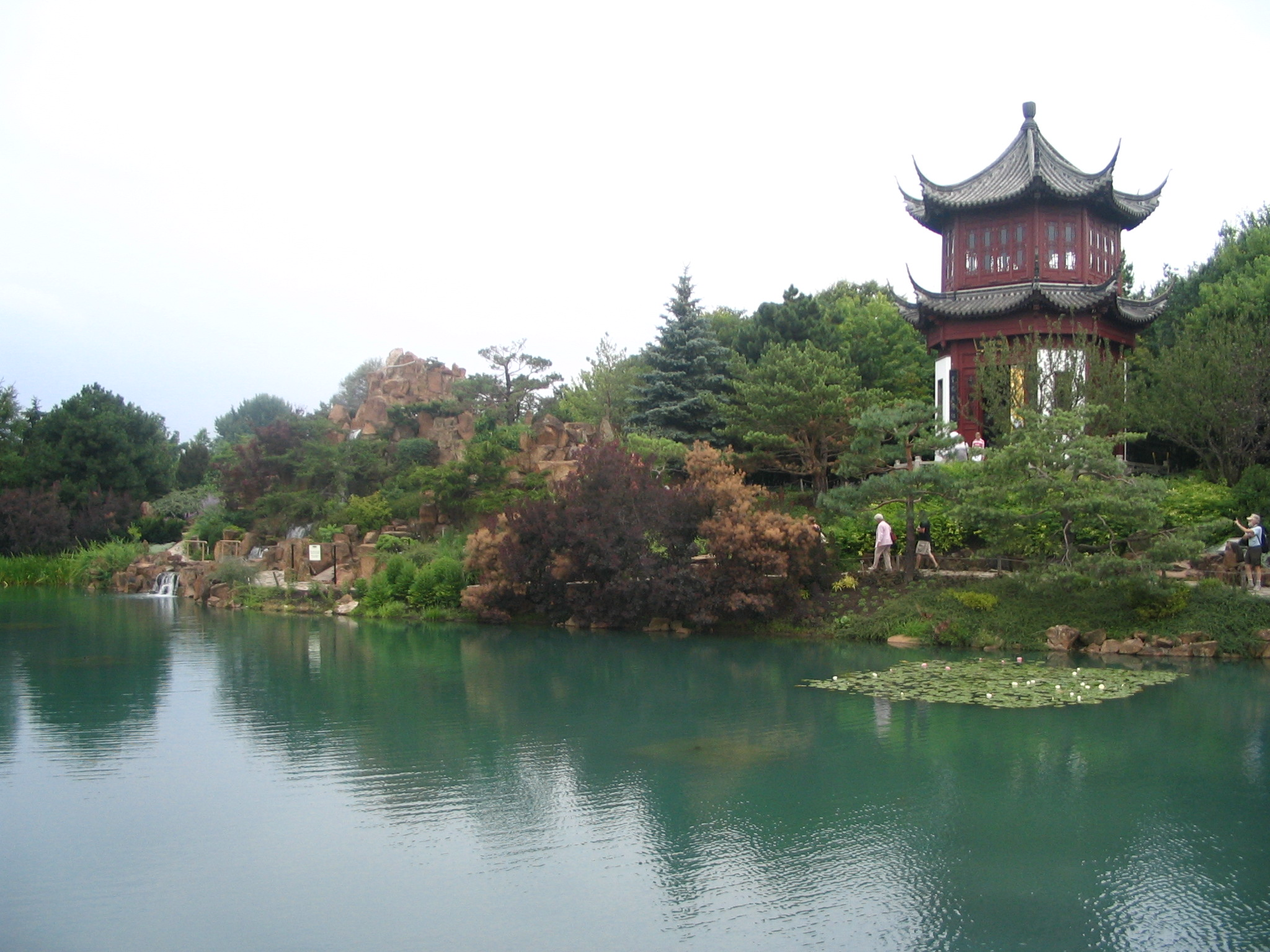
Домик в китайском саду
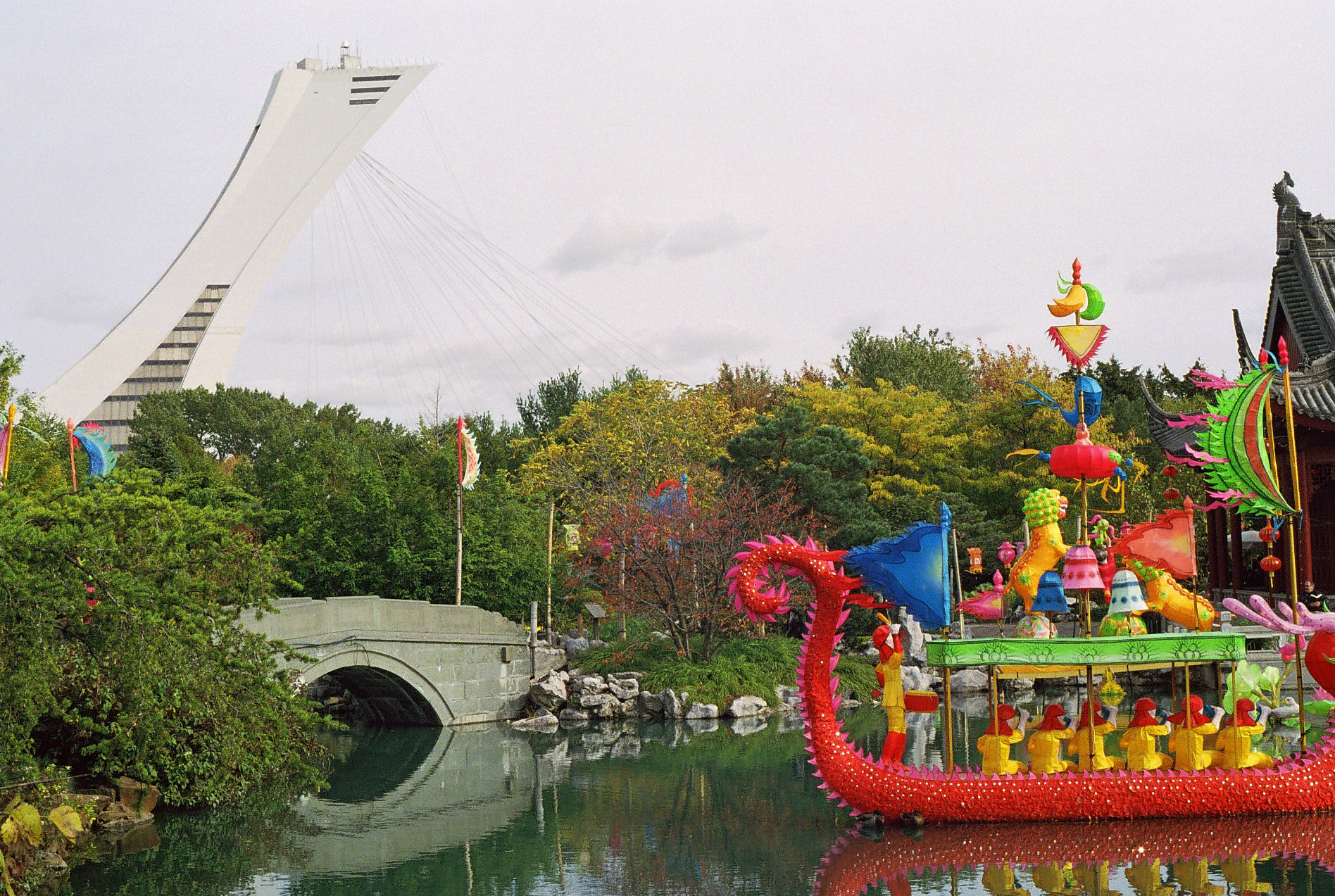
Китайский кораблик-фонарик на фоне Олимпийского стадиона
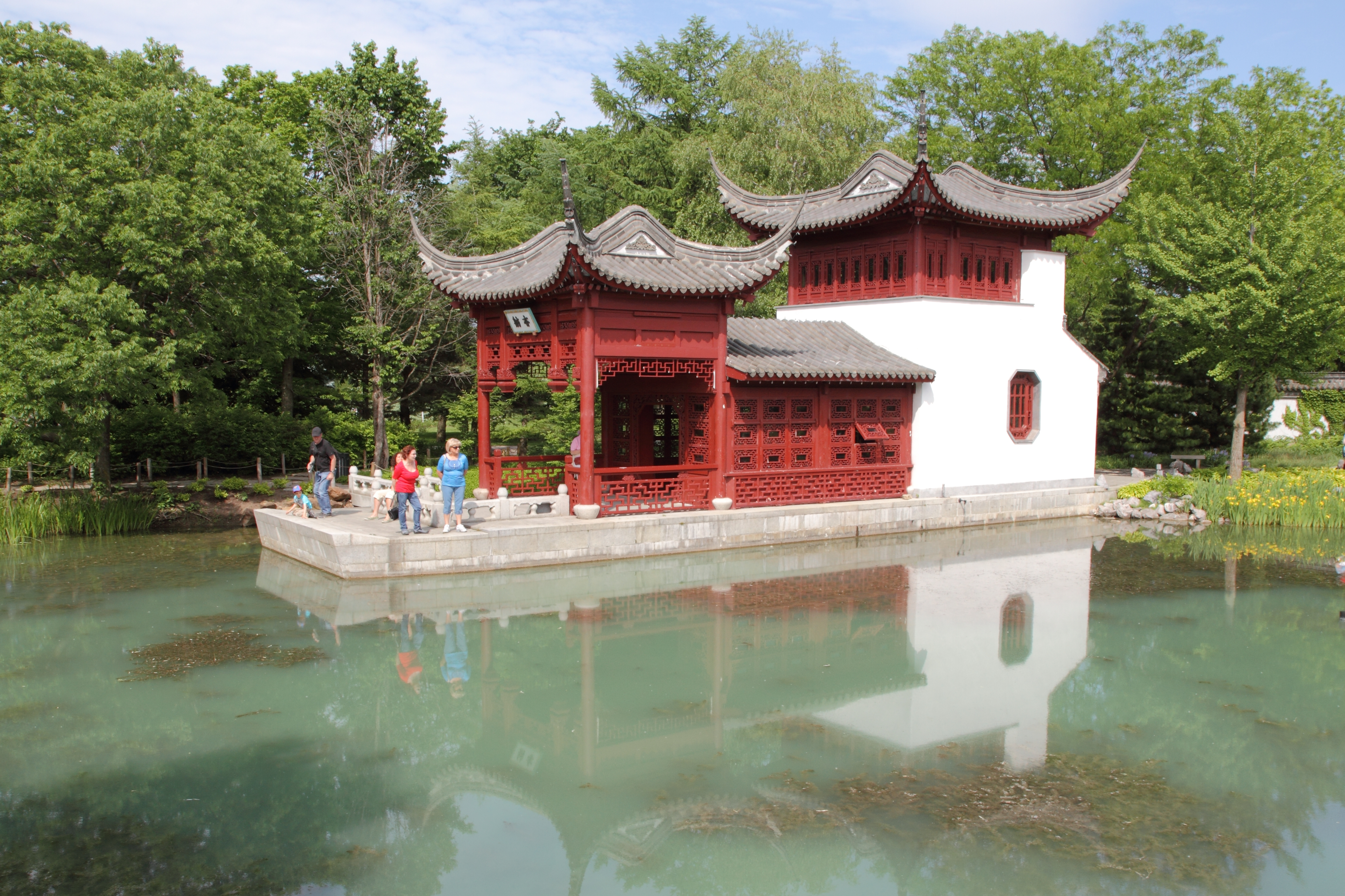
Каменная лодка в китайском саду
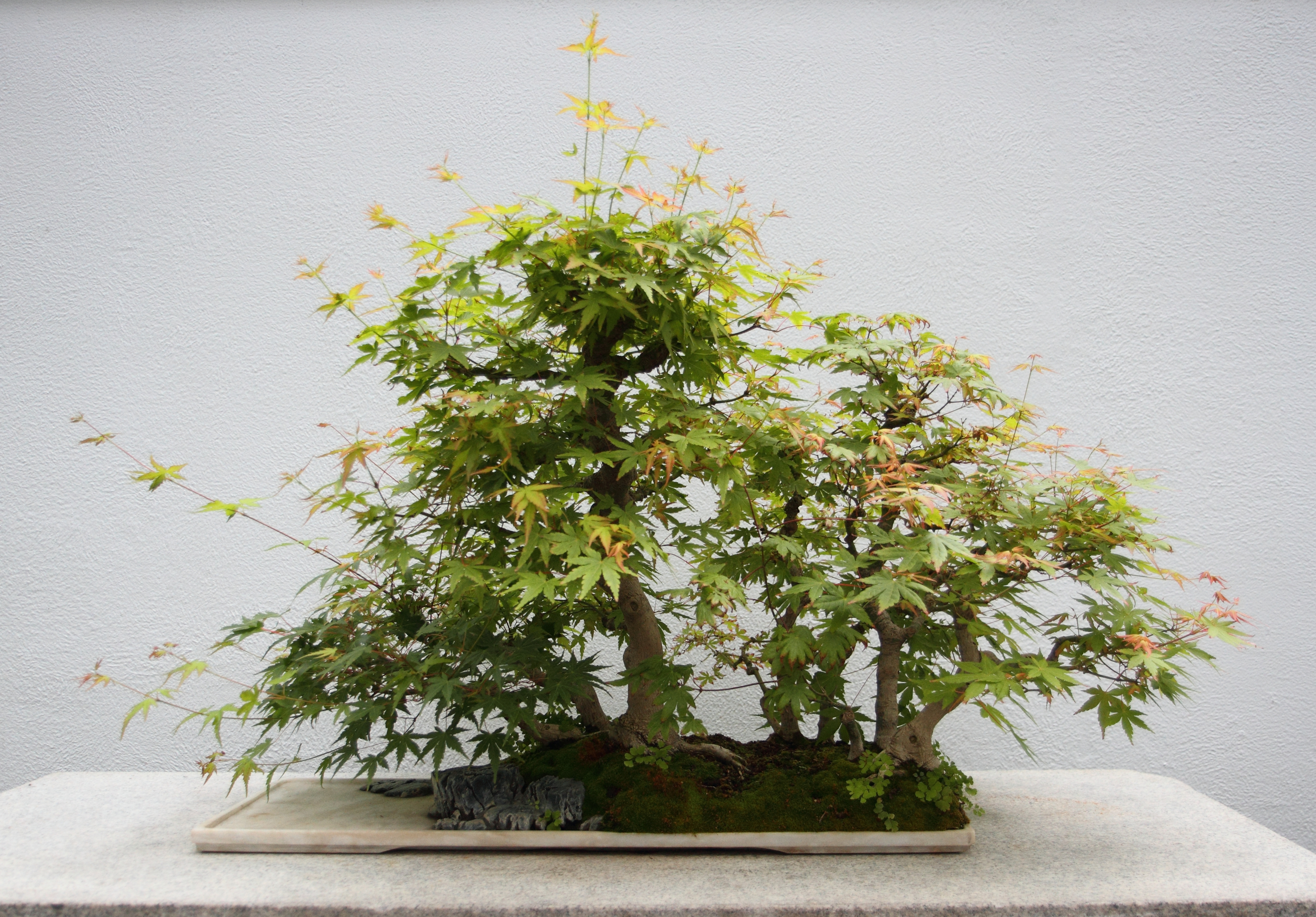
Бонсай (клён дланевидный). Подарок  китайского правительства
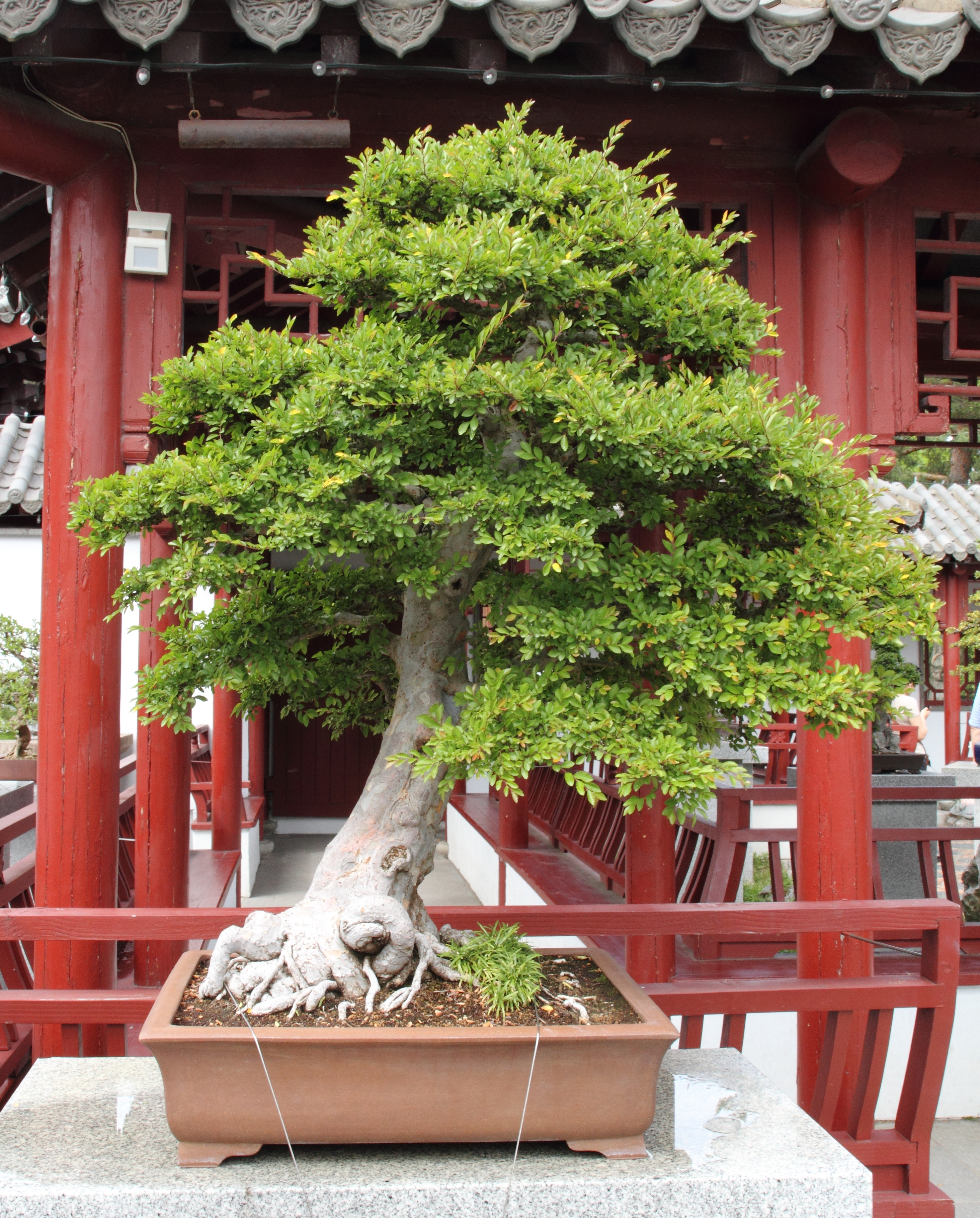
Бонсай (вяз мелколистный)
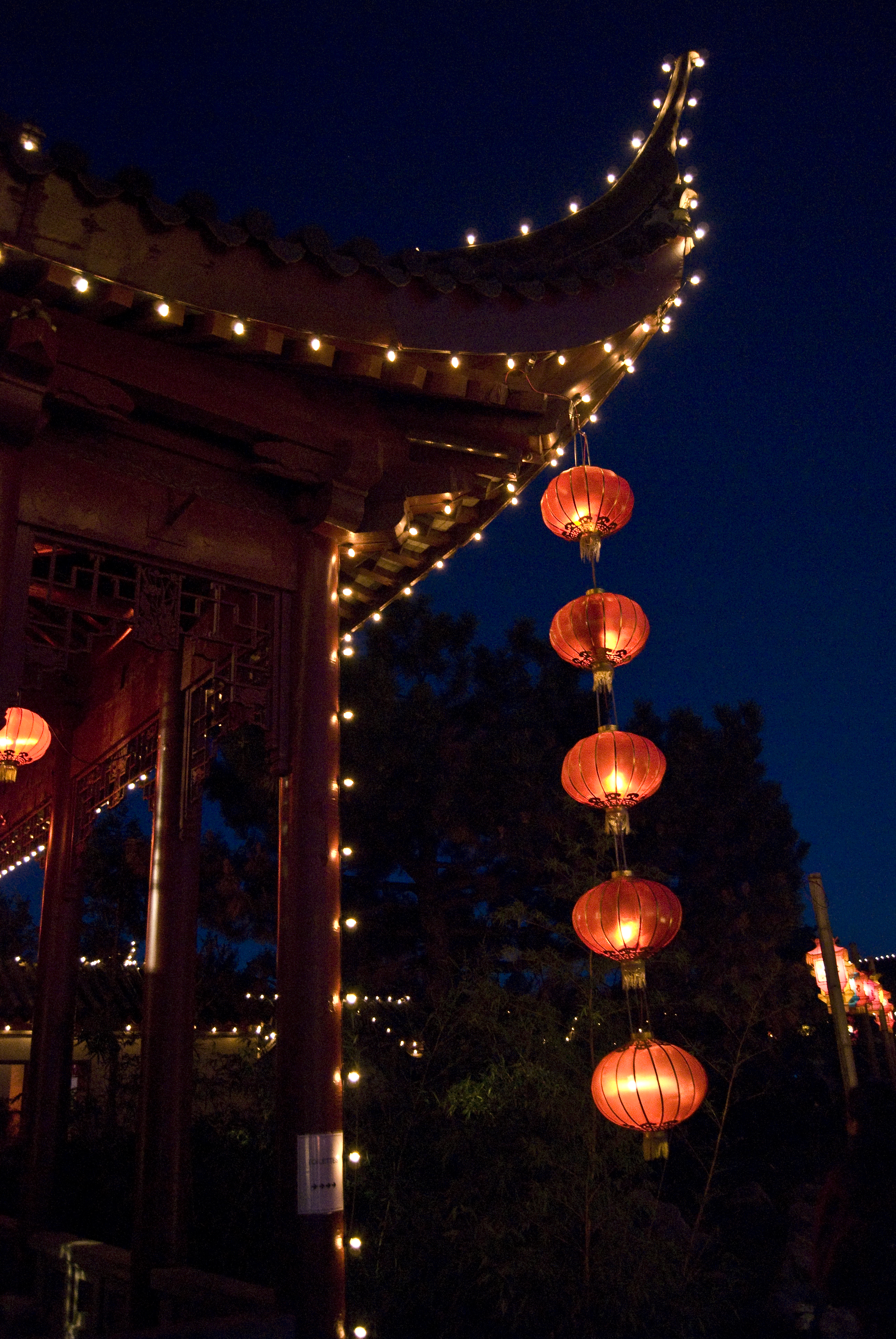
Фонарики в китайском саду
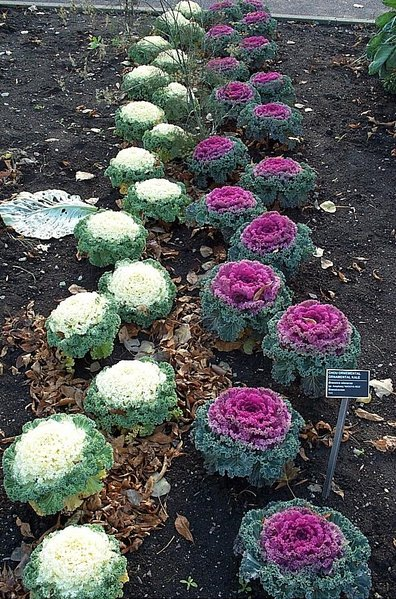
Рабатка из цветной капусты